# بیلی ویلیامز (بازیکن بسکتبال)
بیلی ویلیامز (انگلیسی: Billy Williams؛ زادهٔ ۲۷ سپتامبر ۱۹۵۸) بازیکن بسکتبال اهل ایالات متحده آمریکا است.